# José María Dueso
José María Dueso Villar (Valencia, 30 de octubre de 1974) es un deportista español que compitió en bochas adaptadas. Ganó una medalla de bronce en los Juegos Paralímpicos de Atenas 2004 en la prueba individual mixto (clase BC4).

## Palmarés internacional
| Juegos Paralímpicos | Juegos Paralímpicos | Juegos Paralímpicos | Juegos Paralímpicos  |
| Año                 | Lugar               | Medalla             | Prueba               |
| ------------------- | ------------------- | ------------------- | -------------------- |
| 2004                | Atenas (Grecia)     | Medalla de bronce   | Individual BC4 mixto |